# Diospyros shimbaensis
Diospyros shimbaensis là một loài thực vật có hoa trong họ Thị. Loài này được F.White mô tả khoa học đầu tiên năm 1988.